# Уйрек
Уйрек (каз. Үйрек) — село в Казалинском районе Кызылординской области Казахстана. Входит в состав Карашенгельского сельского округа. Код КАТО — 434441600.

## Население
В 1999 году население села составляло 68 человек (38 мужчин и 30 женщин). По данным переписи 2009 года, в селе проживали 144 человека (67 мужчин и 77 женщин).